# Dominique Rollin
Dominique Rollin (Boucherville, 29 ottobre 1982) è un ex ciclista su strada canadese.

## Palmarès

### Strada
- 2000 (Juniores, una vittoria)

Campionati canadesi, Prova a cronometro Junior
- 2003 (Dilettanti, una vittoria)

Campionati canadesi, Prova a cronometro Under-23
- 2004 (Dilettanti, due vittorie)

La Gainsbarre
Campionati canadesi, Prova a cronometro Under-23
- 2005 (Dilettanti, due vittorie)

2ª tappa Tour de Beauce (Lac-Etchemin > Lac-Etchemin)
Classique Montréal-Québec Louis Garneau
- 2006 (Roubaix Lille Métropole, due vittorie)

4ª tappa Tour de Gironde (Cenon > Villenave-d'Ornon)
Campionati canadesi, Prova in linea Elite
- 2007 (Kodakgallery.com-Sierra Nevada, tre vittorie)

3ª tappa FBD Insurance Rás (Loughrea > Sligo)
6ª tappa FBD Insurance Rás (Buncrana > Derry)
7ª tappa FBD Insurance Rás (Derry > Newcastle)
- 2008 (Toyota-United Pro Cycling Team, quattro vittorie)

4ª tappa Tour of California (Seaside > San Luis Obispo)
2ª tappa Rochester Omnium (Rochester > Rochester)
Classifica generale Rochester Omnium
8ª tappa Tour of Southland (Winton > Invercargill)

#### Altri successi
- 2007 (Kodakgallery.com-Sierra Nevada)

Classifica a punti FBD Insurance Rás
Classifica a punti Herald Sun Tour
- 2008 (Toyota-United Pro Cycling Team)

Classifica a punti Tour of California

## Piazzamenti

### Grandi Giri
- Giro d'Italia

2012: squalificato (20ª tappa)
2013: 75º
- Vuelta a España

2009: ritirato (13ª tappa)
2012: 153º
2015: 116º

### Classiche monumento
- Milano-Sanremo

2010: ritirato
2011: 16º
2012: 53º
2015: ritirato
- Giro delle Fiandre

2010: 42º
2011: 15º
2012: 104º
- Parigi-Roubaix

2010: 33º
2011: 95º
2012: 54º

### Competizioni mondiali
- Campionati del mondo

Verona 1999 - In linea Junior: 80º
Plouay 2000 - In linea Junior: 32º
Heusden-Zolder 2002 - In linea Under-23: ritirato
Hamilton 2003 - Cronometro Under-23: 41º
Verona 2004 - Cronometro Under-23: 40º
Stoccarda 2007 - In linea Elite: ritirato
Varese 2008 - In linea Elite: ritirato
Melbourne 2010 - In linea Elite: ritirato
Toscana 2013 - Cronosquadre: 15º